# Porky's 2
Série
Porky's
(1982) Porky's Contre-Attaque
(1985)
Pour plus de détails, voir Fiche technique et Distribution.
Porky's II ou Porky 2: Le lendemain au Québec (Porky's II: The Next Day) est un film américano-canadien réalisé par Bob Clark, sorti en 1983.

## Synopsis
Dans une école secondaire de Floride, des élèves organisent une soirée de théâtre. Mais la chose n'ira pas de soi.

## Fiche technique
Sauf indication contraire, les informations mentionnées dans cette section peuvent être confirmées par les bases de données cinématographiques IMDb et Allociné,  présentes dans la section « Liens externes ».
- Titre original : Porky's II: The Next Day
- Titre français : Porky's II
- Titre québécois : Porky 2: Le lendemain
- Réalisation : Bob Clark
- Scénario : Bob Clark, Alan Ormsby et Roger Swaybill
- Musique : Carl Zittrer
  - Direction musicale : Paul Zaza
  - Orchestration : Paul Zaza
- Direction artistique : Fred Price
- Décors : Richard Helfritz
- Costumes : Mary E. McLeod
- Photographie : Reginald H. Morris
- Son : Alan Bernard, Austin Grimaldi, Joe Grimaldi, Ann Heeley-Ray, Kenneth Heeley-Ray
- Montage : Stan Cole
- Production : Don Carmody et Bob Clark
  - Production déléguée : Harold Greenberg, Alan Landsburg, Howard Lipstone et Melvin Simon
  - Production associée : Gary Goch et Kenneth Heeley-Ray
- Sociétés de production : Simon/Reeves/Landsburg Productions (États-Unis) et Astral Bellevue Pathé (Canada)
- Sociétés de distribution : Twentieth Century Fox (États-Unis) ; Astral Films (Canada)
- Budget : 6,5 millions de $[2]
- Pays de production :  États-Unis,  Canada
- Langue originale : anglais
- Format : couleur (DeLuxe) — 35 mm — 1,85:1 (Panavision) — son Mono
- Genre : comédie
- Durée : 98 minutes
- Dates de sortie[3] :
  - États-Unis, Canada : 24 juin 1983
  - France : 17 août 1983
- Classification :
  - États-Unis : interdit aux moins de 17 ans (R – Restricted)
  - Canada : interdit aux moins de 18 ans (R - Restricted)
  - Québec : 13 ans et plus (13+ / 13 years and over)
  - France : tous publics[4]

## Distribution
- Dan Monahan (V.Q. : Alain Gélinas) : Pee Wee Morris
- Kaki Hunter (V.Q. : Katerine Mousseau) : Wendy Williams
- Wyatt Knight (V.Q. : Jacques Brouillet) : Tommy
- Mark Herrier (V.Q. : Yvan Benoît) : Billy McCarthy
- Roger Wilson (V.Q. : Jacques Lavallée) : Mickey
- Cyril O'Reilly (V.Q. : Alain Zouvi) : Tim
- Tony Ganios (V.Q. : Hubert Gagnon) : Anthony
- Scott Colomby : Brian Schwartz
- Bill Wiley (V.Q. : Ronald France) : Le révérend Bubba Flavel
- Edward Winter : Le conseiller Bob Gebhardt
- Ilse Earl (V.Q. : Béatrice Picard) : Mme Morris
- Nancy Parsons (V.Q. : Mireille Thibault) : Mlle Briseburne
- Eric Christmas (V.Q. : Jean-Paul Dugas) : Le proviseur Floyd J. Carter
- Joseph Runningfox : John Henry
- Cisse Cameron : Sandy Le Toi
- Mal Jones : Le maire John G. Abernathy
- Art Hindle (en) (V.Q. : Vincent Davy) : Ted Jarvis
- Melanie Grefe : 'La grande' Edna
- Rod Ball : Steve

Source et légende : Doublage Québec

## Accueil

### Accueil critique
Lors de la cérémonie de The Stinkers Bad Movie Awards en 1983, Don Carmody et Bob Clark ont été nommé pour le pire film.

## Édition en vidéo
En France, le film Porky's 2 est sorti en DVD le 5 septembre 2001.